# Drago Gabrić
Drago Gabrić (Split, 27. rujna 1986.), hrvatski nogometaš, sin nekadašnjeg vratara Hajduka Tončija Gabrića.

## Klupska karijera
Do svoje desete godine Gabrić je igrao u NK Orkan Dugi Rat i Hajduk, kasnije kao kadet igra za juniore Omiša, dok se nije upustio u posudbe u Solinu i Novalji. Prve minute u HNL-u bilježi 16. rujna 2006. godine na prvenstvenoj utakmici Hajduka s Varteksom na Poljudu, ušavši u 80. minuti umjesto dvostrukog strijelca Josipa Balatinca, no, kasnije rjeđe ulazi u igru.
Na dvoranskom HNL 2006./07. bio je važan igrač kluba, koji je tada nastupio bez velikog broja prvotimaca. Istaknuo se sjajnim driblinzima i golovima (8) kojima je odveo Hajduk u drugi krug. Nakon toga, iako ga je Ćirin Zagreb tijekom zimskih priprema htio ili kupiti ili dovesti na posudbu, ostao je u klubu i nastavio potvrđivati svoj talent. Iako je najavio da će na kraju sezone zatražiti odlazak iz kluba ako neće igrati, i zahtjevna splitska publika prepoznala je ponajprije zalaganje, a kasnije i talent mladog igrača. Opet mu je sretan bio Varteks na Poljudu, kada je u ožujku postigao svoj prvijenac, s najavom da bi u skoroj budućnosti mogao doći do pozicije prvotimca. U ožujku 2007. zabilježio je i prvi nastup za mladu reprezentaciju, protiv Italije (poraz 1:2), i u 70 minuta igre bio najbolji igrač mlade vrste.
Pod vodstvom Roberta Jarnija dolazi do pozicije standardnog prvotimca koju ne ispušta cijeli proljetni dio sezone 2007./2008. pokrivajući više pozicija, čak i onu lijevog braniča, dok u sezoni 2008./2009. prvo kod Gorana Vučevića, a zatim i kod Ante Miše, stječe punu afirmaciju igrajući uglavnom kao ofanzivni vezni na desnoj strani i postigavši 4 gola u jesenskom dijelu prvenstva kojeg je Hajduk završio kao drugoplasirani, samo bod iza Dinama. 
Iako je sve to vrijeme bio ponajbolji igrač kluba, plaća mu je bila među onima najmanjima. Krajem jesenske polusezone potpisuje novi 3,5-godišnji ugovor vrijedan 180.000€ po godini.
Dana 11. kolovoza 2008. godine dobio je iz ruku tajnika Torcide Stipe Lekića nagradu Hajdučko srce koju dobiva prema Torcidi najpožrtvovniji igrač Hajduka u sezoni ranije. 
Statistika u Hajduku
| Natjecanje        | Nastupi | Zgoditci |
| ----------------- | ------- | -------- |
| Prvenstvo         | 82      | 14       |
| Kup               | 17      | 1        |
| Superkup          | 0       | 0        |
| Međunarodne       | 7       | 0        |
| Splitski podsavez | 0       | 0        |
| Ukupno            | 106     | 15       |
| Prijateljske      | 22      | 10       |
| Sveukupno         | 128     | 25       |

U kolovozu 2009. godine prešao je u turski Trabzonspor. Na 31. kolovoza 2010. godine Gabrić je otišao na posudbu u turski klub Ankaragücü.
U noći 23. svibnja 2011. godine doživio je tešku prometnu nesreću na autocesti A1. Probudio se nakon četiri dana inducirane kome.
U lipnju 2012. godine je Gabrić pojačao HNK Rijeku.
U studenome 2015. godine je Gabrić potpisao ugovor sa slovenskim Koperom do kraja polusezone s opcijom produžetka do kraja sezone. Slovenski klub mu je krajem 2015. godine produžio ugovor do lipnja 2016. godine.
U siječnju 2017. godine Gabrić je nastavio svoju karijeru trećoj hrvatskoj ligi u redovima sinjskog Junaka. Dana 12. siječnja 2018. godine prešao je u RNK Split. Danas igra za unešićku Zagoru. Paralelno je nastupao i u futsalu.

## Reprezentativna karijera
Za hrvatsku nogometnu reprezentaciju debitirao je u Vinkovcima 14. studenoga 2009. godine protiv lihtenštajnske nogometne reprezentacije. Svoj jedini reprezentativni pogodak postigao je u Osijeku protiv velške reprezentacije za konačnih 2:0.

## Vanjske poveznice
- Drago Gabrić na hnl-cff.hr